# David Carnegie, II conte di Northesk
David Carnegie (... – 12 dicembre 1679) è stato un nobile scozzese.

Stemma Northesk

Nacque da John Carnegie, I conte di Northesk e da Magdalen Haliburton.
Sposò Lady Jean Maule, figlia di Patrick Maule, I conte di Panmure, il 19 ottobre 1637 ed ebbe sette figli:
- David Carnegie, III conte di Northesk (novembre 1643)
- James Carnegie (sposatosi nel 1674 con Anna Maitland, morta il 10 marzo 1707)
- Patrick Carnegie (sposatosi dapprima nel 1682 con Marjory Threlpland, figlia di Sir William Threlpland di Fingask, poi nel 1702 con Margaret Stewart, morta il 7 dicembre 1723)
- Alexander Carnegie (sposatosi dapprima con Ann Blair, figlia di Sir William Blair di Kinfauns, poi con Margaret Nairne di Muckarsie)
- Robert Carnegie (morto giovane)
- Jean Carnegie (c. 1645 – 1679, sposata con Colin Lindsay, III conte di Balcarres nel 1673)
- Magdalen Carnegie (sposata con John Moodie di Ardbikie)

Attraverso il suo terzo figlio, Patrick, è l'avo di settima generazione del XV conte di Northesk.
Morì il 12 dicembre 1679.